# Център за демографска политика
Центърът за демографска политика е неправителствена гражданска организация със седалище в Русе, България.

## История
Центърът за демографска политика е създаден през 2010 г. от група интелектуалци с интереси в областта на демографията, статистиката, политическите науки, социологията, социалната психология, етнологията, етнографията. Регистриран е по Закона за юридическите лица с нестопанска цел.
През 2014 година Центърът за демографска политика обмисля възможността да сезира главния прокурор на България за престъплението „геноцид срещу българския народ“, извършено от правителствата, управлявали страната в годините на прехода към пазарна икономика.

## Управителен съвет
Към 25 юни 2015 г. Центърът за демографска политика се управлява от единадесетчленен състав с председател, трима заместник-председатели, секретар и координатор. Съставът на Управителния съвет е следният (по азбучен ред):
- Валери Чакалов
- Галин Григоров – координатор;
- проф. Димитър Аркадиев;
- Искрен Веселинов – председател;
- проф. Милен Михов – секретар;
- Митко Ханчев;
- проф. Никола Алтънков;
- проф. Петър Иванов – зам.-председател;
- проф. Петър Славейков – зам.-председател;
- проф. Пламен Павлов;
- проф. Трендафил Митев – зам.-председател.